# Het Vrouwtje van Stavoren

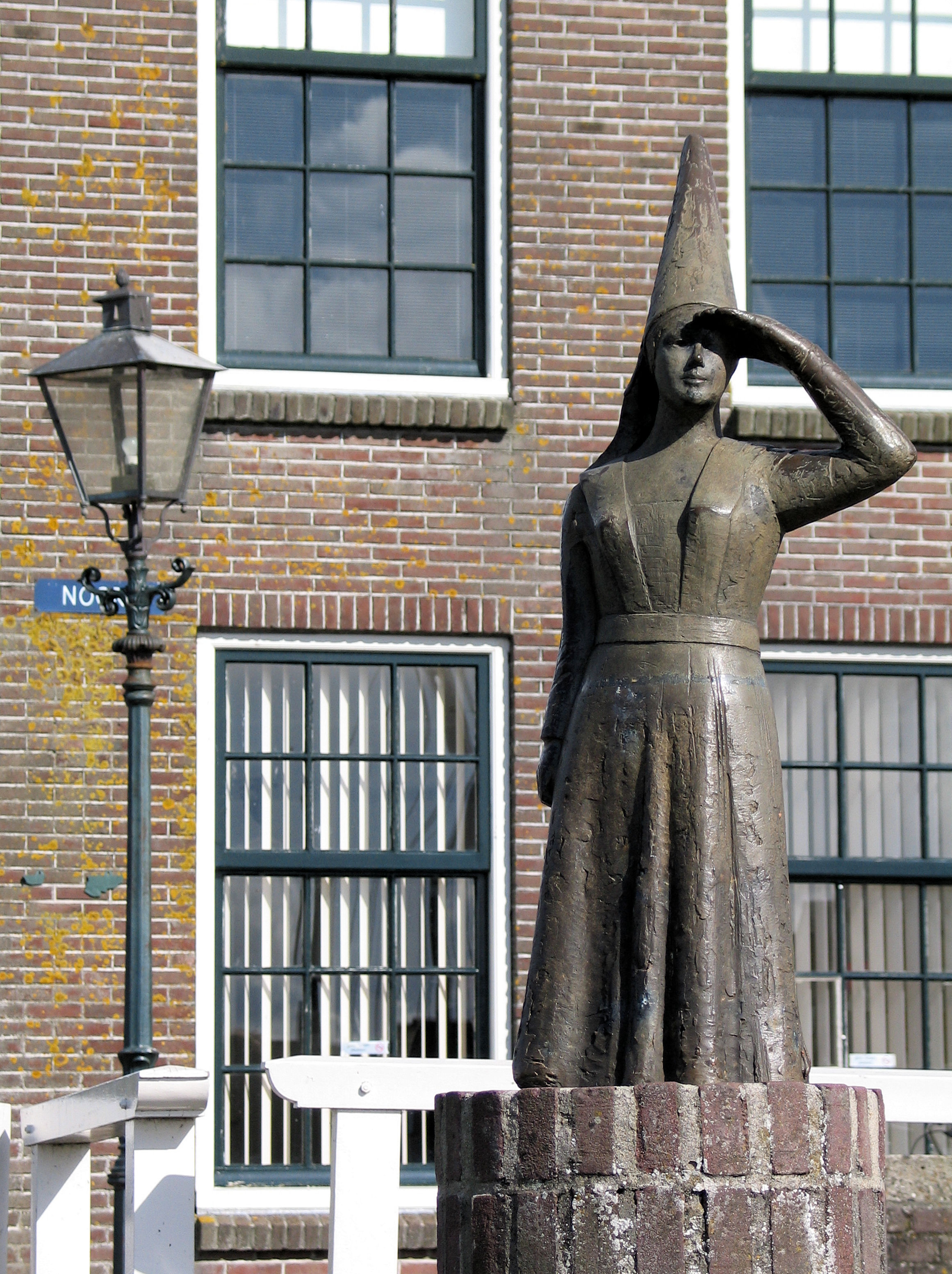
Standbeeld van het Vrouwtje van Stavoren (Pier Arjen de Groot, 1969)

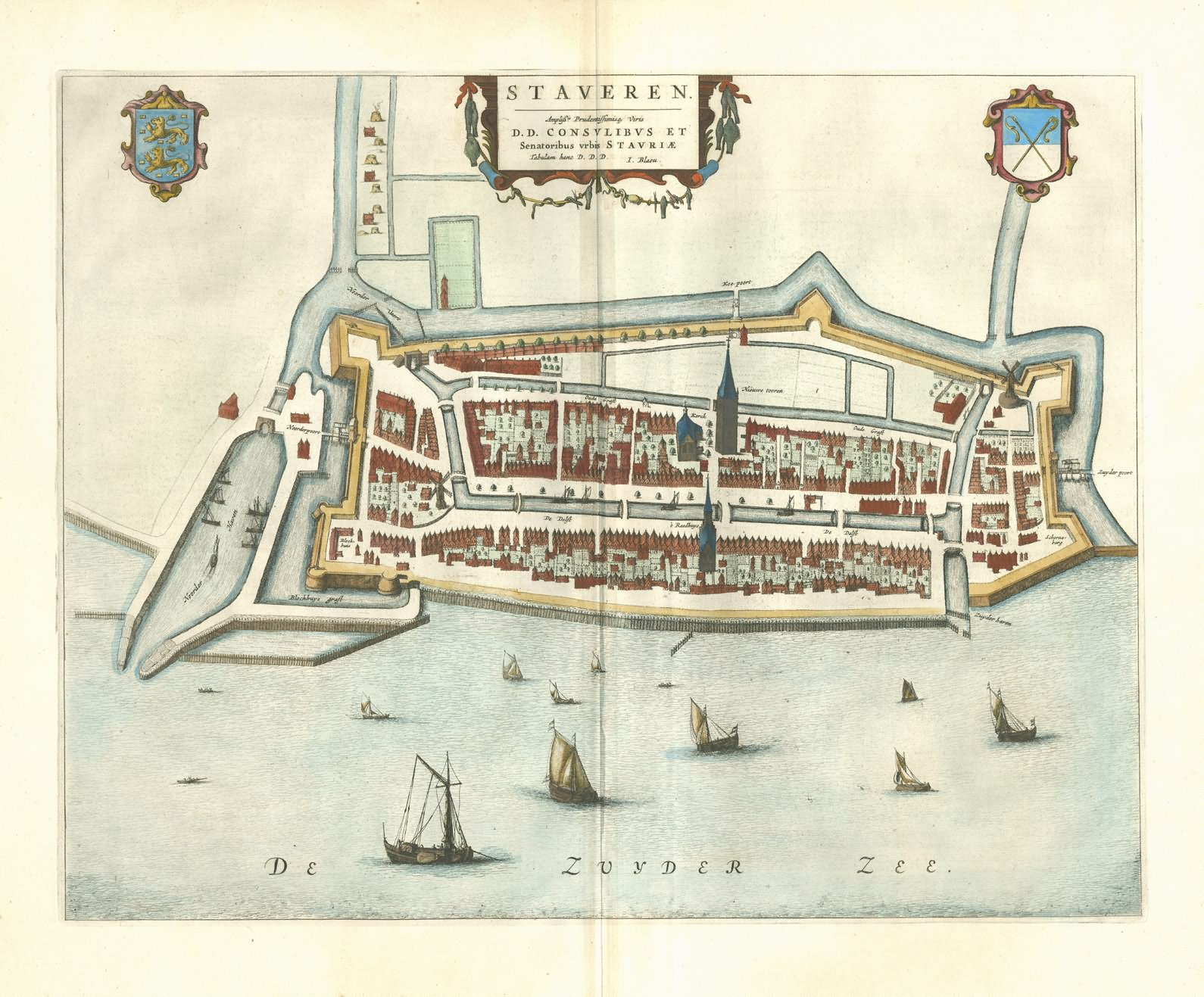
Stavoren in 1649

Het vrouwtje van Stavoren of De weduwe van Staveren (Fries: Starum) is een sage die pas in de 19e eeuw zijn huidige vorm kreeg.
Een van de versies van de sage vertelt van een rijke koopmansweduwe in Stavoren die woonde in een huis met gouden vloeren en zilveren muren. Ze bezat meer schepen dan alle kooplieden van de stad tezamen en werd met de dag rijker.
Ondanks haar enorme rijkdom was ze niet tevreden, ze wilde het kostbaarste bezit dat er te vinden was en stuurde een schipper eropuit om dat te halen. Deze kwam na lang zoeken thuis met een lading graan uit Danzig, dat hem waardevoller dan goud leek. Het vrouwtje zag het niet als het waardevolste dat er bestond. Woedend vroeg ze: "Aan welke zijde heb je het graan ontvangen?" "Aan stuurboordzijde." "Gooi het dan aan bakboordzijde in zee!" Een voorbijganger die dat hoorde zei haar dat niet te doen; zou ze ooit zelf in de bedelstand vervallen, dan zou haar het graan wel goud toeschijnen. Hierop haalde zij de gouden ring van haar vinger en gooide hem met een grote boog in zee. Ze voegde hieraan toe: "Net zomin dat ik deze gouden ring ooit nog terug zal zien, zal ik in de bedelstand vervallen." Op een dag kwam een van haar dienaren naar haar met een gevangen vis, met in de maag van die vis haar eigen gouden ring. Vanaf dat moment keerde haar lot. Ten slotte eindigde zij in grote armoede.

## Historie en betekenis
In 1285 werd Stavoren lid van de Hanze.  Aan het eind van de middeleeuwen raakte de stad echter in verval. Een internationaal rondtrekkende sage, gekoppeld aan het vrouwtje van Stavoren, moet dit verval verklaren. De ondergang van de Hanzestad lag in werkelijkheid in de opkomst van steden als Antwerpen en later Amsterdam, aan het eind van de 16e eeuw. De handelsroutes werden omgelegd en de haven verzandde. Bovendien was de haven van Stavoren te klein geworden voor de grote Hollandse schepen.
Het Vrouwenzand, een zandplaat in de buurt van Stavoren, is de plek waarvan wordt gezegd dat de kostbare lading in zee is gegooid. Op het zand zou volgens een verhaal een graanachtig gewas groeien, 'ijdel koren' of 'Vrouwenkoren', waarvan in de aren echter geen graankorrels groeien. De sage van het vrouwtje van Stavoren is zeer waarschijnlijk aan het Vrouwenzand gekoppeld toen de naam niet meer begrepen werd. In werkelijkheid heet de zandplaat naar Us leaffrouwe (Onze Lieve Vrouw, Maria), patrones van het klooster Sint Odulfus. Dit klooster moet ooit in de buurt van Stavoren hebben gestaan.
Het motief van de ring die in de vis terugkeert, is zeer oud en bekend in vele volksverhalen over de hele wereld. Pas na 1800 wordt het in de sage van Stavoren ingebed. Zo nemen de Gebroeders Grimm in het eerste deel van hun Deutsche Sagen (1816) het verhaal tweemaal op, eenmaal zonder en eenmaal met ringmotief (Der Frauensand en Das taube Korn).
De moraal van het volksverhaal van het vrouwtje van Stavoren kan in een graag gebruikt Nederlands spreekwoord worden samengevat: Hoogmoed komt voor de val.

## Bewerkingen en bekendheid
De sage van het vrouwtje van Stavoren is na 1816 veelvuldig gedrukt en bewerkt, en ook uit straatliederen bekend. In Nederland en daarbuiten is het het bekendste Friese volksverhaal geworden. Qua bekendheid past het Vrouwtje van Stavoren in het rijtje van de sagen van de De Vliegende Hollander en Ellert en Brammert. Het werd opgenomen in tijdschriften, almanakken, reisgidsen en school- en kinderboeken. Het verhaal werd als geliefd thema ook gebruikt in opera, operette, zangspel, toneel- en poppenkaststuk en televisie- en bioscoopfilm.
Sinds 1969 staat in Stavoren een standbeeld van het vrouwtje, van kunstenaar Pier Arjen de Groot. In lokale winkeltjes en bij de VVV worden miniaturen van het beeld verkocht en de beeltenis van de vrouw is te zien op suikerzakjes en vingerhoedjes.
Het verhaal van het Vrouwtje van Stavoren is tevens een canonvenster van de mondelinge canon (de Canon met de kleine c), uit 2008. De sage dient hierbij als volksverhaal dat gebruikt kan worden in het middelbare onderwijs om het lemma van de Canon van de Geschiedenis (te weten: de Hanze) te verluchtigen.

## Versies
Een versie in het boek Friesche sagen van Theun de Vries uit 1925 wijkt op enkele punten af van andere versies van de sage.
De toren van de weduwe beheerst de haven en haar schepen zijn met koper versierd en de zeilen lijken op zilver. De vrouw heeft gehoord over iets waarover in vele volksverhalen wordt verteld en laat een vloot bouwen om naar de landen om de Oostzee te reizen. De armen en ouden van de stad smeken om brood en ze vindt hen een smet op de stad. Ze daalt de trappen af en in de kemenade is geen geluid uit de straten te horen, de vloeren zijn van marmer en er hangen kleurige wandtapijten.
De vloot van de weduwe komt langs stranden en de mannen bewonderen de rotsen en stenen en pijnwouden. Ook zien ze mensen met zilver en ijzer, maar er is al genoeg metaal in Staveren. Dan zien ze een goudgele oogst van koren en vinden dit de grootste schat voor Friesland. Ze vullen de ruimen en keren terug naar huis. De dienaressen van de weduwe kijken elke dag of de vloot terugkeert en als het zover is laat de weduwe zich begeleiden door bekkens, pijpen en klaroenen. De ongelukkigen hinken mee, maar zij negeert hen en de aanvoerder van de schepen laat het koren zien.
De weduwe vindt hen dwazen en laat het koren aan stuurboordzijde overboord gooien, omdat het aan bakboordzijde aan boord is gebracht. De weduwe gaat naar huis, tot er een schaduw voor haar valt. Een oude man staat voor haar en hij houdt haar fluwelen mantel vast en vraagt of ze het graan echt overboord zal gooien. Hij smeekt haar het niet te doen en het aan de armen te geven, maar de vrouw loopt door. De man gooit zijn staf op de grond en zijn haren en baard geven licht.
De man zegt dat God zal laten voelen wat de pijn van honger en armoede is en hij verdwijnt als een geest. De menigte slaat een kruis, maar de weduwe lacht uitdagend en neemt een ring van haar vinger. Ze gooit deze in zee en zegt dat haar rijkdom haar niet zal ontgaan, net zomin als de ring terug zal komen. In de winter zijn de mannen van de weduwe op zee, maar het getij is bijna over. De weduwe is haar teleurstelling vergeten en denkt aan een nieuwe vloot in de lente. Kooplieden uit de Rijnsteden zijn uitgenodigd en ze beoordelen de meubels en gerechten. Er wordt een reusachtige vis opgediend en de voorsnijder snijdt hem open.
De kooplieden zien een schitterende gouden ring aan het mes hangen en de weduwe herkent haar eigen ring. Ze denkt aan het koren en kijkt uit het raam, ze ziet de dreigende zee in de storm. De zee stort over de dijk en stroomt de huizen in en de dienaren vluchten. De kooplieden sleuren de weduwe mee en waden door het water en ze bereiken de hoge zandgronden. Niemand van de stedelingen helpt de weduwe en de kooplieden redden haar. Maar de zee verwoest haar bezit en de scheepsvloot is verloren. De weduwe wordt bedelaar en sterft van de honger.
Men beweert dat het koren kiem geschoten heeft en boven water uitgroeide, het heette ijdel koren of Vrouwenkoren.
In een versie uit Folksferhalen komt een mysterieuze man uit het oosten op bezoek bij de rijke weduwe. Als hij vertelt dat ze ondanks haar rijkdom het kostbaarste goed op de aarde nog niet kent, stuurt ze haar schip op reis. Na noodweer is de hele voorraad graan bedorven door het zoute water en de schipper weet na enkele dagen honger wat het kostbaarste goed op aarde is. Als hij thuiskomt, laat de vrouw de vracht overboord gooien. Een arme man vraagt haar nog respect te tonen voor de giften van de natuur, maar ze trekt zich hier niks van aan. Dan zegt de man dat ze voor haar hooghartigheid gestraft zal worden en smijt de ring met diamant in het water. Voor een feestmaal maakt de chef-kok een kabeljauw klaar en vindt de ring. Hij brengt de ring naar de vrouw en het lot keert zich tegen de vrouw, ze verliest al haar schepen en een storm gooit het water over haar huis. Een ruïne blijft over en de vrouw kan nog net haar leven redden. Ze werd armer dan de armste in Stavoren en ze sterft al snel. Ze wordt begraven in een naamloos graf. Stavoren is erg geraakt door de overstroming en wordt door een zandbank afgesneden van de rijke handelsroute over de oceaan. Enkele korreltjes van de overboord gegooide vracht zijn door de wind aan wal geraakt en er ontstond een stuk land met wilde granen op de plek waar het huis van de vrouw eens stond.
Een ingekorte versie, gebaseerd op de rond 1965 geschreven tekst van Ria Postma-Stolk, verscheen in 2022 op het postzegelvel van de Nederlandse Europazegel.

## Soortgelijke verhalen
Het verhaal bevat dezelfde thematiek als verscheidene andere volksverhalen. De oudste bekende hiervan is dan het verhaal dat de Griekse geschiedschrijver Herodotos overlevert over de ring van Polykrates, de tiran van het Griekse eiland Samos. Hem gaat het zó voor de wind dat een vriend hem aanraadt datgene weg te gooien waaraan hij het meest gehecht is. Hij gooit daarop zijn zegelring in de zee. Enige tijd later echter, vindt men in een aan Polykrates geschonken vis juist deze ring terug. Hiermee is duidelijk dat de voorspoed van Polykrates ten einde is, en het loopt dan ook slecht met hem af.